# Ulven, Värmland
Ulven är en sjö i Sunne kommun i Värmland och ingår i Göta älvs huvudavrinningsområde. Sjön har en area på 0,3 kvadratkilometer och ligger 248,1 meter över havet.

## Delavrinningsområde
Ulven ingår i det delavrinningsområde (664522-132742) som SMHI kallar för Utloppet av Trehörningen. Medelhöjden är 264 meter över havet och ytan är 26,36 kvadratkilometer. Det finns inga avrinningsområden uppströms utan avrinningsområdet är högsta punkten. Mörtälven som avvattnar avrinningsområdet har biflödesordning 5, vilket innebär att vattnet flödar genom totalt 5 vattendrag innan det når havet efter 318 kilometer. Avrinningsområdet består mestadels av skog (74 procent). Avrinningsområdet har 4,67 kvadratkilometer vattenytor vilket ger det en sjöprocent på 17,7 procent.